# فيليب آغي
فيليب آغي (بالإنجليزية: Philip Agee؛ بالألمانية: Philip Agee) هو كاتب ورائد أعمال غرينادي وألماني وأمريكي، ولد في 19 يوليو 1935 في تاكوما في الولايات المتحدة، وتوفي في 7 يناير 2008 في كوبا بسبب قرحة جلدية.

## وصلات خارجية
- فيليب آغي على موقع IMDb (الإنجليزية)
- فيليب آغي على موقع إن إن دي بي (الإنجليزية)